# Novillers
Novillers és un municipi francès, situat al departament de l'Oise i a la regió dels Alts de França. L'any 2007 tenia 364 habitants.

## Demografia

### Població
El 2007 la població de fet de Novillers era de 364 persones. Hi havia 126 famílies de les quals 20 eren unipersonals (8 homes vivint sols i 12 dones vivint soles), 43 parelles sense fills, 59 parelles amb fills i 4 famílies monoparentals amb fills.
La població ha evolucionat segons el següent gràfic:
Habitants censats

### Habitatges
El 2007 hi havia 134 habitatges, 125 eren l'habitatge principal de la família, 6 eren segones residències i 3 estaven desocupats. Tots els 133 habitatges eren cases. Dels 125 habitatges principals, 113 estaven ocupats pels seus propietaris, 11 estaven llogats i ocupats pels llogaters i 1 estava cedit a títol gratuït; 15 tenien tres cambres, 23 en tenien quatre i 88 en tenien cinc o més. 108 habitatges disposaven pel capbaix d'una plaça de pàrquing. A 49 habitatges hi havia un automòbil i a 74 n'hi havia dos o més.

### Piràmide de població
La piràmide de població per edats i sexe el 2009 era:
| Homes | Edats   | Dones |
| ----- | ------- | ----- |
| 0     | 95 o +  | 0     |
| 0     | 90 a 94 | 0     |
| 0     | 85 a 89 | 0     |
| 0     | 80 a 84 | 4     |
| 0     | 75 a 79 | 0     |
| 4     | 70 a 74 | 0     |
| 8     | 65 a 69 | 0     |
| 4     | 60 a 64 | 12    |
| 4     | 55 a 59 | 8     |
| 12    | 50 a 54 | 8     |
| 8     | 45 a 49 | 20    |
| 16    | 40 a 44 | 12    |
| 28    | 35 a 39 | 16    |
| 0     | 30 a 34 | 12    |
| 16    | 25 a 29 | 8     |
| 4     | 20 a 24 | 8     |
| 24    | 15 a 19 | 24    |
| 8     | 10 a 14 | 12    |
| 4     | 5 a 9   | 0     |
| 12    | 0 a 4   | 8     |

## Economia
El 2007 la població en edat de treballar era de 239 persones, 189 eren actives i 50 eren inactives. De les 189 persones actives 170 estaven ocupades (88 homes i 82 dones) i 19 estaven aturades (10 homes i 9 dones). De les 50 persones inactives 22 estaven jubilades, 17 estaven estudiant i 11 estaven classificades com a «altres inactius».

### Ingressos
El 2009 a Novillers hi havia 124 unitats fiscals que integraven 360 persones, la mediana anual d'ingressos fiscals per persona era de 22.364 €.

### Activitats econòmiques
Dels 22 establiments que hi havia el 2007, 1 era d'una empresa alimentària, 1 d'una empresa de fabricació de material elèctric, 1 d'una empresa de fabricació d'altres productes industrials, 5 d'empreses de construcció, 4 d'empreses de comerç i reparació d'automòbils, 1 d'una empresa de transport, 1 d'una empresa d'hostatgeria i restauració, 2 d'empreses financeres, 2 d'empreses immobiliàries, 3 d'empreses de serveis i 1 d'una entitat de l'administració pública.
Dels 6 establiments de servei als particulars que hi havia el 2009, 1 era un taller de reparació d'automòbils i de material agrícola, 1 guixaire pintor i 4 fusteries.
L'únic establiment comercial que hi havia el 2009 era una fleca.
L'any 2000 a Novillers hi havia 8 explotacions agrícoles que ocupaven un total de 318 hectàrees.

## Poblacions més properes
El següent diagrama mostra les poblacions més properes.